# Macaronic (ブランド)
MACARONIC（マカロニック）は、原宿にあるセレクトショップ、ブランド。
取り扱いブランドはMACARONIC,ANREALAGE,TONO,cilandsia(TAKASHI KONDO),HIRO,MIFUNE/KROFUNE,HISUI,BLANK,VAD&MEL等。オーナーの青木貴志はスタイリストとしても活動中。
青木貴志は服飾専門学校を卒業後、ロンドンに渡英。帰国後スタイリストとして活動を開始すると同時にMACARONICを立ち上げる。